# Genaro Xavier Vallejos
Genaro Xavier Vallejos Jabala  (1897-1991) fue un sacerdote y escritor español.

## Biografía
Nacido el 11 de marzo de 1897 en la localidad navarra de Sangüesa, cultivó géneros como la novela y la poesía. En 1926 le fue concedido el Premio Mariano de Cavia, por un artículo titulado «Mi paraguas» y publicado el 31 de octubre del año anterior en el diario El Debate. Falleció el 11 de diciembre de 1991.